# Maquía (distrito)
Maquía é um dos dez distritos que formam a Província de Requena, situada no Departamento de Loreto e pertencente a Região Loreto, no Peru.

## Transporte
O distrito de Maquía não é servido pelo sistema de estradas terrestres do Peru.